# 矢野俊一 (日本郵船)
矢野 俊一（やの しゅんいち）は、郵船ロジスティクス相談役、多摩大学大学院経営情報学研究科客員教授、航空貨物運送協会副会長、関連業界団体の理事。

## 経歴
京都大学経済学部経営学科卒業後、日本郵船に入社。主にコンテナ船部門に携わる。海外勤務はニューヨーク支店・シンガポール法人（社長）。本社復帰後は定航マネージメントグループ長などを経て、2000年6月に取締役定航調整グループ長、2001年4月に取締役、2002年6月に常務取締役、2004年4月に取締役。同年6月に郵船航空サービスに異動し、代表取締役副社長、2005年6月に取締役社長執行役員。2011年4月に代表取締役会長、2013年4月に取締役相談役、同年6月に現職。